# Sudden Strike 3: Arms For Victory
Sudden Strike 3: Arms For Victory — компьютерная игра в жанре стратегия в реальном времени (wargame), выпущенная компанией Fireglow Games в 2007 году. В России релиз состоялся 14 декабря 2007 года. Первая игра серии «Sudden Strike», выпущенная на 3D-движке.

## Сюжет и геймплей
Действие игры разворачивается во время Второй мировой войны. В игре представлены армии различных стран-участниц (СССР, США, Германия, Япония) в нескольких кампаниях (освобождение Керчи, высадка в Нормандии, контратака Германии на Западном фронте, битва за Иводзиму), всего 11 миссий. Игрок управляет юнитами и выполняет поставленные боевые задачи. В игре полностью отсутствует производство, но периодически приходят подкрепления. Особенностью игры является наличие двух режимов карты — стратегического и тактического.

## Отзывы и критика
| Сводный рейтинг       | Сводный рейтинг |
| Агрегатор             | Оценка          |
| --------------------- | --------------- |
| GameRankings          | 67,10 %         |
| Metacritic            | 63              |
| Иноязычные издания    |                 |
| Издание               | Оценка          |
| GameSpot              | 6,5             |
| GameStar              | 67              |
| Русскоязычные издания |                 |
| Издание               | Оценка          |
| Absolute Games        | 60 %            |
| «Игромания»           | 6,0             |
| «ЛКИ»                 | 67 %            |
| «Страна игр»          | 7,0             |

Игра получила сдержанные отзывы игровых критиков.